# Mary Whitehouse
Constance Mary Whitehouse (nascida Hutcheson, 13 de Junho de 1910 - 23 de Novembro de 2001) foi uma activista social inglesa conhecida pela sua forte oposição ao liberalismo social e aos alternativos media britânicos, ambos que acusou de encorajarem a uma sociedade permissiva. Foi fundadora e primeira presidente do National Viewers' and Listerners' Association (Associação Nacional de Espectadores e Ouvintes), através do qual levou uma grande campanha contra a British Broadcasting Corporation (BBC). Uma forte conservadora social, era chamada de reaccionária pelos seus oponentes liberais. A sua motivação derivava das suas crenças tradicionais cristãs, a sua aversão às rápidas mudanças sociais e políticas na sociedade britânica nos anos 60 e do seu trabalho enquanto professora de educação sexual.
Nascida em Nuneaton, Warwickshire, Whitehouse tornou-se professora de artes, na mesma altura que se começou a envolver em grupos Cristãos Evangélicos como o Movimento Estudante Cristão e Re-armamento Moral. Tornou-se uma figura pública através da pressão do grupo Clean-Up TV, estabelecido em 1964, onde era a figura mais proeminente. No ano seguinte fundou a National Viewers' and Listerners' Association, usando esta plataforma para criticar a BBC por aquilo que achava ser uma falta de responsabilidade, e uso excessivo de má linguagem e retratos de sexo e violência nos seus programas. Como resultado, tornou-se objecto de gozo nos media.
Durante os anos 70, alargou as suas actividades, e foi a principal figura na Nationwide Festival of Light, uma campanha cristã que ganhou apoio durante um período. Iniciou um processo com sucesso, contra a Gay News com bases em blasfémia, o primeiro caso semelhante em 50 anos. Outro processo privado foi contra o director da peça The Romans in Britain (os romanos na Bretanha), que tinha sido apresentada pelo National Theatre, que retirou quando se tornou claro que ia perder.
As campanhas de Whitehouse continuavam a dividir opiniões. Os seus críticos acusaram-na de ser uma figura de severa censura, e as suas convicções morais e tradicionais trouxeram-lhe conflito directo com apoiantes da revolução sexual, feministas e defensores dos direitos gay. Outros viam-na mais positivamente e acreditavam que ela estava a tentar interromper um declínio nas normas morais britânicas. Segundo Ben Thompson, o editor de uma antologia das cartas de Whitehouse, em 2012: "De Mumsnet para...campanhas anti-pornografia feminista e vergonhosas estratégias para um Reino Unido inteiro, a sua influência ideológica e táctica foram compreensíveis em todo o tipo de locais não esperados em anos recentes".

## Juventude
Nascida em Nuneaton em Warwickshire, Whitehouse foi a segunda de 4 crianças de um "homem com pouco sucesso" e de uma "mãe com recursos necessários". Ganhou uma bolsa de estudos na Chester City Grammar School, onde era boa em hóquei e ténis, e depois de sair fez dois anos como aprendiz de professora, não paga, na St John's School, Chester. No Cheshire County Teacher Training College (Universidade de Professores de Cheshire) em Crewe, especializando-se em ensino de artes da escola secundária, envolvendo-se no Movimento Estudante Cristão antes de se graduar em 1932. Tornou-se professora de artes na Lichfield Road School, Wednesfield, Staffordshire, onde ficou durante 8 anos.
Juntou-se ao Oxford Group, mais tarde conhecido como Re-armamento Moral (MRA), nos anos 30. Nas reuniões de MRA, conheceu Ernest Raymond Whitehouse; casaram em 1940 e ficaram casados até ele morrer em Colchester, com 87 anos, em 2000. O casal teve 5 filhos, dois dos quais (gémeos) morreram na infância.
Depois de criarem os seus filhos durante os primeiros anos, Whitehouse voltou a ensinar em 1953. Esse ano esteve no Woman's Hour, um dia antes da coroação da rainha Elizabeth II, "como uma dona de casa e pessoa leal" e escreveu um grande artigo sobre homossexualidade no Sunday Times. Segundo Thompson esta preocupação era sobre como uma mãe devia "evitar inadvertidamente pressionar os seus filhos contra aquela particular orientação", e ganhou atenção suficiente para ser publicado como panfleto.
Ensinou arte na Madeley Modern School em Shropshire desde 1960, tomando responsabilidade da educação sexual. Chocada com as crenças morais dos seus alunos, tornou-se preocupada sobre o que ela, e muitos outros, achavam como sendo normas em declínio nos media britânicos, especialmente na BBC.

## Campanha Clean Up TV e NVALA

### Início
Whitehouse começou com o seu activismo em 1963 com uma carta para a BBC pedindo para ver Hugh Greene, o Director Geral da BBC. Greene estava fora do país na altura, portanto ela aceitou um convite para se encontrar com Harman Grisewood, o seu vice, um católico romano que achou que a ouviu com compreensão. Contudo, durante os meses seguintes, continuou a não estar satisfeita com o que via na televisão.
Com Norah Buckland, a mulher de um vigário, lançou a campanha Clean Up TV em Janeiro de 1964 com um manifesto apelando às "mulheres da Bretanha". A primeira reunião pública da campanha foi a 5 de Maio de 1964 na Birmingham's Town Hall. Richard Whitehouse, um dos seus filhos, disse em 2008: "Comboios vieram de todo o país. Duzentas pessoas apareceram e de repente estava a minha mãe num pódio a inspirá-los acompanhada de entusiasmados aplausos. As mãos dela estavam a tremer. Mas ela não parou".
Apesar de, frequentemente, chocar com Whitehouse, o académico Richard Hoggart partilhava de algumas das suas opiniões e foi apresentado na plataforma com ela nessa reunião. O The Times comentou no dia seguinte: "Possivelmente, nunca na vida do Birmingham Town Hall existirá uma reunião com tanto sucesso a ser patrocinada por tão frágil organização".

### Sir Hugh Greene na BBC
Greene, armado em Janeiro de 1964, tornou-se a sua bête noire (besta negra em francês). Ele era, segundo Whitehouse, "mais do que qualquer outro...responsável pelo colapso moral neste país". O manifesto da CUTV disse que a BBC sob Greene espalhou "a propaganda da descrença, dúvida e lixo... promiscuidade, infidelidade e bebida". No lugar disto, os autores discutiram, que as actividades da corporação deviam "encorajar e suster a fé em Deus e trazê-Lo novamente para os corações das nossas famílias e vida nacional". Entrevistada pelo Catholic Herald no Natal de 1965, Whitehouse através da BBC, oprimiu os programas a favor de "uma nova moralidade". Comentou sobre um programa na televisão sem nome, acreditando que era "desequilibrado" e parcial, onde "os jovens estavam a fazer perguntas e não existia um único membro do júri preparado para dizer que as relações pré-maritais eram erradas. Na verdade, quando uma rapariga perguntou a um clérigo 'Acha que a fornicação é pecado?' ele respondeu 'Depende do que consideras pecado e o que queres dizer com fornicação'". Whitehouse achou que isto era um "grande perigo" para "as crianças de hoje em dia" que "tantos adultos não se sustentem por nada", e afirmou que é da responsabilidade da BBC ter um "papel missionário" para compensar por esta deficiência social.
A petição de Clean Up TV, usando o manifesto, ganhou 500,000 assinaturas. Whitehouse queixou-se em 1993 que durante o período de Greene na BBC, "não chegou a passar uma semana sem que não existisse uma referência ofensiva a mim". Os críticos de Whitehouse responderam rapidamente. O actor David Turner interrompeu-a no Birmingham Town Hall; o seu trabalho foi criticado durante a reunião. Em poucos meses, um episódio de Swizzlewick, uma série que criou que dava duas vezes por semana, fez uma paródia dela como Mrs. Smallgood.
Num discurso de Greene em 1965, ele argumentou, sem referir o nome de Whitehouse directamente, que os críticos da sua liberalização na política das emissões iam "atacar tudo o que não subscrevesse um conjunto de pressupostos anteriores" e viu o potencial para "uma forma de censura perigosa... que trabalha para que os artistas e escritores não tomem riscos". Ele defendeu o direito da BBC de "estar à frente da opinião pública". Greene ignorou Whitehouse, bloqueando-lhe a participação em programas da BBC, e comprando um quadro de Whitehouse com 5 mamas de James Lawrence Isherwood.
A National Viewers' and Listerners' Association (conhecida como Mediawatch-UK) foi lançada para suceder ao CUTV em Novembro de 1965, substituindo o que eles próprios achavam ser a negatividade da CUTV com uma campanha activa para mudança legislativa. O antigo ministro Bill Deedes, mais tarde editor do The Daily Telegraph, apoiou o grupo neste período e foi o discursador principal da conferência fundadora da NVALA em Birmingham a 30 de Abril de 1966, actuando como um contacto entre os seus colegas parlamentares e Whitehouse. Quintin Hogg, mais conhecido como Lord Hailsham, foi outra personalidade que deu apoio à NVALA e Whitehouse por esta altura.
Através das cartas que, frequentemente, enviava a Harold Wilson, o primeiro ministro, Whitehouse causou dificuldades para os funcionários públicos do número 10 da Downing Street. Supostamente, durante algum tempo Downing Street intencionalmente "perdeu" as suas cartas para evitar ter de lhes responder. Pensou que os contactos que tinha com os parlamentares iriam ajudá-la a ter alguma vantagem perante a BBC, ao invés do seu contacto directo com os executivos da corporação. Apesar de aceitar as diferenças entre eles, Whitehouse escreveu a Wilson a 1 de Janeiro de 1968: "Sempre tratou as nossas aproximações a si seriamente e com cortesia".
Geoffrey Robertson, sugere que quando Greene deixou a BBC em 1969, contrariamente à visão que existia que saiu devido às discordâncias sobre a sugestão do conservador Lord Hill como presidente da BBC em 1967, pelo qual pode ser dado algum crédito pela sua saída, tinha mais a ver com uma luta política entre a BBC e Wilson. Contudo, Hill estava preparado para conhecer Whitehouse na Broadcasting House.

### Televisão e guerra
A guerra pela cobertura juntou-se com as suas objecções. Durante o breve período enquanto editor do Panorama (1965-66), Jeremy Isaacs recebeu uma carta de Whitehouse queixando-se sobre a sua decisão de repetir a cobertura de Richard Dimbleby da libertação do campo de concentração Belsen. Queixou-se sobre esta "imundice" estar permitida de passar na televisão uma vez que "foi feita para chocar e ofender". Numa entrevista de 1994, Whitehouse manteve que foi "uma intrusão horrível" e "fora do contexto".
Mais tarde em 1965, a decisão da BBC de não emitir The War Game, de Peter Watkins a 6 de Agosto de 1965, levou Whitehouse a escrever a Sir Hugh Greene e Harold Wilson a 5 de Setembro, e novamente ao Secretário de EstadoFrank Soskice a 6 de Outubro. No seu ponto de vista a decisão de emitir ou não o filme de Watkins devia ser tomada pelo Home Office em vez de pela BBC. A guerra nuclear era "uma matéria muito séria para ser tratada como entretenimento. Para um produtor ser autorizado, como agora parecia possível, a prejudicar a efectividade do nosso Serviço de Defesa Civil, ou a habilidade do público britânico de reagir com coragem, iniciativa e controlo numa crise, vai muito além da responsabilidade" que deveria ser dada a alguém neste papel. A carta escapou na altura e extractos foram publicados.
A cobertura contemporânea da Guerra do Vietname, "a primeira guerra televisiva", demonstrou para Whitehouse que a televisão era um "aliado de pacifismo". Num discurso em 1970, ao Royal College of Nursing, ela argumentou: "Apesar da causa ser boa...o efeito horrível no homem e terreno da guerra moderna visto na televisão, pode muito bem enfraquecer a vontade da nação de se guardar à sua própria liberdade, muito menos resistir às forças do mal". Tentando reconciliar este "pacifismo" com a sua objecção de violência ficcional, viu estas notícias como "dessensibilização" no qual os media usavam "técnicas de violência" para aumentar o "impacto" com objectivo de "satisfazer uma necessidade aparente de realismo".

### Programas: comédia e drama desde o meio de anos 60 a 1980
A comédia Till Death Us Do Part atacava muitos das coisas que Whitehouse acarinhava. Ela objectou contra a sua linguagem profana: "Duvido que muitas pessoas usem 121 asneiras em meia hora", e "Má linguagem torna rude toda a qualidade da nossa vida. Normalmente embrutece, usualmente linguagem indecente, que despoja a nossa comunicação".
Whitehouse e a NVALA ganharam uma queixa por difamação contra a BBC e o seu escritor Johnny Speight em Julho de 1967 com um pedido de desculpas e indemnizações substanciais, depois de Speight envolver-se numa entrevista de rádio da BBC com membros de organizações fascistas. Pouco depois do caso em tribunal, concluiu-se que foi gozada num episódio da série Alf's Dilemma (27 de Fevereiro de 1967). Alf Garnett surge a ler o livro dela Cleaning Up TV, e a concordar com todas as palavras, mas o episódio acaba com o livro a ser queimado com exclamações "Unclean, unclean" (não limpo).
Whitehouse foi crítica dos comediantes como Benny Hill e o seu uso de dançarinos; ela descreveu Dave Allen como "ofensivo, indecente e vergonhoso" depois de uma banda desenhada de uma conversa seguida de relação sexual. Em contrapartida, os escritores de comédia durante esta altura, viram-na como tendo um potencial humorístico. A equipa da comédia The Goodies criaram um episódio chamado Gender Education (1971) com o objectivo principal de a irritar.
Whitehouse criticou o trabalho de Dennis Potter em Son of Man (1969) mais à frente, argumentando que a BBC era o centro da "conspiração para remover o mito de deus das mentes dos homens", e também A Clockwork Orange (1971). No caso da violência em A Clockwork Orange, ela rejeitou qualquer tentativa de mostrar uma correlação imitadora em estudos académicos, mas apelou à sua aceitação como um facto por base do senso comum. Em Dezembro de 1974, ela escreveu a "propaganda deliberada" da ideia que não existe prova dos efeitos da televisão nas "normas e comportamentos". Para rejeitar o seu efeito, e a sua capacidade para "recitar ou perverter a verdade, é negar o potencial da comunicação por si só, é doido questionar a capacidade da educação para afectar a consciência social e para dirigir a mente humana".
A canção de Chuck Berry, My Ding-a-Ling, foi uma das várias canções pop a receberem a desaprovação de Whitehouse neste período. Não teve sucesso ao tentar persuadir a BBC a bani-la, mas a sua campanha para parar School's Out, de Alice Cooper, por Top of the Pops teve sucesso. Cooper enviou-lhe um ramo de flores, uma vez que acreditou que a publicidade ajudou a música a chegar a número um. Apesar da ligação, em 1977, o apresentador da TOTP na altura, Jimmy Savile, ganhou um prémio da NVALA pela seu "saudável entretenimento familiar" em Jim'll Fix It.
O NVALA tinha cerca de 150,000 membros no seu momento mais alto, mas alegou 30,000 em Abril de 1977.

### Doctor Who
A série Doctor Who, conheceu a sua maior desaprovação entre 1975 e 1977 durante o tempo que Philip Hinchcliffe produziu a série.
Criticando The Seeds of Doom (1976), no qual o Doctor (Tom Baker) sobrevive a um encontro com uma planta monstro gigante carnívora, ela comentou: "Estrangulação - com mãos, com garras, por um vegetal obsceno - é a última propaganda, suficientemente perto para se chegar ao objectivo. E com apenas uma pequena variedade de programas, as crianças aprendem como fazer um Cocktail Molotov".
Depois da sua queixa sobre Deadly Assassin (emitido mais tarde em 1976), Whitehouse recebeu um pedido de desculpas do Director Geral Sir Charles Curran. Um freeze-frame num precipício, no fim do terceiro episódio, no qual o Doctor parece afogar-se, foi alterado nas repetições. 
O produtor seguinte da série, Graham Williams, foi aconselhado a acalmar o tom e reduzir a violência devido às queixas da Whitehouse. O executivos mais antigos da televisão comentaram que por esta altura, as suas visões não eram indiferentes.
Ela descreveu o episódio Genesis of the Daleks (1975) como consistente com "brutalidade na altura do chá para bebés". Philip Hinchcliffe mais tarde disse, "Eu sempre senti que Mary Whitehouse pensou no Doctor Who como um programa de crianças, para crianças pequenas, e não era...portanto ela veio pelo programa através do princípio errado".

### Depois de 1980
Whitehouse criticou o drama/aventura da ITV Robin of Sherwood (1984-1986). Simon Parquhar, no obituário do criador da série, Richard Carpenter, no The Independent, escreveu que Whitehouse "se opôs à cruel matança do programa e elementos religiosos blasfémicos, mas foi habilidosamente calado por Carpenter em público quando ele se apresentou a ela e à audiência dizendo 'Eu sou o Richard Carpenter, e sou um escritor profissional. E você é uma profissional...quê?".
Numa semana após o lançamento do Channel 4 em Novembro de 1982, Whitehouse opôs-se a palavras grosseiras na novela Brookside e dois filmes que o canal passou, Woodstock (1970) e Network (1976). A 26 de Novembro pediu a demissão do chefe executivo do canal Jeremy Isaacs devido a uma cena em Brookside "no qual um jovem tentou forçar uma jovem a ter sexo com ele", segundo Dorothy Hobson na sua história sobre a estação.
Em 1984, Whitehouse ganhou um caso no tribunal contra John Whitney, director geral da Independent Broadcasting Authority, que tinha falhado em enviar o filme Scum (1979) para consideração por outros membros da IBA para decidir se o Channel 4 poderia transmiti-lo. Baseado numa peça, depois banida, da BBC, o canal passou uma reprodução teatral em Junho de 1983. A decisão do tribunal foi alterada num recurso, quando chegou a House of Lords.
Os apoiantes de Whitehouse dizem que as suas campanhas ajudaram a acabar com o "triângulo vermelho" das séries de filmes do Channel 4, em 1986; dito pela Channel 4 que era intencionado avisar os espectadores sobre o material que podia ofender, a emissão destes filmes com o triângulo receberam críticas dos oponentes a Whitehouse. Ela disse ter tido um papel na extensão do Broadcasting Act, de 1990, e do estabelecimento do Broadcasting Standards Council, que mais tarde se tornou Broadcasting Standards Commission em 2004 resumido a Office of Communications. William Rees.Mogg, o primeiro presidente da BSC, elogiou o seu envolvimento em assegurar que "os espectadores eram sempre tidos em conta".
Em Agosto de 1989, numa emissão de In the Psychiatrist's Chair (na cadeira do psiquiatra), na BBC Radio, Whitehouse confundiu o autor com o seu herói em The Singing Detective. Disse que a mãe de Dennis Potter tinha "cometido adultério com um homem estranho e que o choque de ter assistido isto causou ao filho uma problema" com artropatia psoriásica. A mãe de Potter foi indemnizada pela BBC e The Listener. Whitehouse disse que tinha tido um apagão na entrevista e que os seus comentários não foram intencionais.
Alguns anos antes, Potter tinha defendido publicamente Whitehouse em várias ocasiões mesmo sem concordar com os seus argumentos.
Whitehouse saiu como presidente do National Viewers' and Listerners' Association em Maio de 1994. Michael Grade, na altura chefe executivo do Channel 4, reflectiu sobre a sua carreira.
Ao mesmo tempo Lord Rees-Mogg, presidente do Broadcasting Standards Commission, comentou que ela foi "numa força do bem, uma mulher importante".

## Outras campanhas e processos privados

### Permissividade
Whitehouse fez outras campanhas contra a sociedade permissiva no início dos anos 70. Opôs-se à edição inglesa de The Little Red Schoolbook, "um manual para os direitos das crianças", em sexo, drogas e atitudes dos adultos, que foi processado com sucesso por obscenidade em Julho de 1971. Foi originalmente publicado na Dinamarca onde, segundo Whitehouse, fez "danos incalculáveis" e foi "um livro de instruções revolucionário", onde "a rebelião contra o sistema, seja ele escola, pais ou autoridades no geral, era abertamente defendida, enquanto as crianças eram encorajadas a guardar provas contra professores ou alegadas injustiças ou algo que era feito para começar a revolução". Ela ficou "muito aliviada - pelo bem das crianças" com a multa de £50 e os custos de £115.50 impostos a Richard Handyside e Geoffrey Collins, os editores, que também tinham trabalhos de Che Guevara e Fidel Castro nas suas publicações. Para Whitehouse é "fundamental que as crianças possam ser crianças" e "o dever das pessoas maduras de garantir que a infância é protegida contra a invasão daqueles que podem explorar a sua imaturidade para ganhos políticos, sociais e pessoais". Uma segunda edição modificada foi permitida de ser publicada na Inglaterra, mas o veridicto original do processo foi sustentado pelo Tribunal de Recurso e pelo Tribunal Europeu de Direitos Humanos. Um edição expurgada do livro, e resumida, foi publicada em Inglaterra durante Julho de 2014.
Juntamente com os colegas de trabalho (católicos) Lord Longford, Malcolm Muggeridge e Cliff Richard, Whitehouse foi uma figura líder do Nationwide Festival of Light , que protestou contra a exploração comercial do sexo e da violência. O público do Festival "reuniu-se contra a permissividade" em Trafalgar Square e teve a presença de 50,000 pessoas em Setembro de 1971. A 25 de Agosto do mesmo ano, teve uma audiência com o Papa Paulo VI devido a poluição moral, no qual tentou apresentar ao pontífice Oz28 e Little Red School Book, mas estes livros foram parar às mãos do assistente do Papa. Na introdução para o livro de Whitehouse, Who Does She Think She Is? (1971), Malcolm Muggeridge escreveu: "É literalmente verdade mas para ela a total demolição das decências cristãs e valores deste país vão ter lugar virtualmente sem uma palavra de protesto público".
Depois da apresentação do recurso da defesa do julgamento de Oz, "um absoluto desastre para as crianças do nosso país", Whitehouse lançou a Nationwide Petition for Public Decency (petição nacional para a decência pública) em Janeiro de 1972, que ganhou 1.35 milhões de assinaturas na altura em que foi apresentado a Edward Heath em Abril de 1973. Teve cerca de 300 discursos durante o período mais alto da sua carreira. Em 1975, Whitehouse, uma revista pornográfica, foi lançada por David Sullivan.

### Gay News
Whitehouse levou vários processos privados em vários casos onde não era possível uma acção oficial. Ela foi a queixosa numa acusação de blasfémia e difamação contra Gay News, um julgamento em Old Bailey entre 4 e 7 de Julho de 1977. Foi a primeira acusação pela ofensa desde 1922. "Eu simplesmente tinha de proteger o nosso Senhor" disse Whitehouse na altura, embora tanto o Arcebispo de Canterbury Donald Coggan e o Cardeal Basil Hume rejeitaram o convite de Whitehouse para darem provas em tribunal.
O processo privado estava associado a The Loves that Dares to Speak its Name, um poema de James Kirkup, um colega da Royal Society of Literature, em que o tema era as fantasias sexuais dos centuriões romanos sobre o corpo de Jesus Cristo. Denis Lemon, o editor e dono do Gay News, publicou o poema na edição de 3-16 de Junho de 1976 nas bases de que "a mensagem e intenção do poema era celebrar a universalidade do amor a Deus. Whitehouse disse a Michael Tracey e David Morrison, os escritores do livro sobre ela: "Eu acho que me chocou mais do que qualquer coisa que eu já tinha visto ou estado em contacto desde que comecei a minha campanha... Eu não acho que Jesus Cristo foi alguma vez mais real para mim do que foi naquele preciso momento".
Gay News perdeu o caso; o júri decidiu o caso numa maioria de 10 para 2. Lemon e o seu jornal foram multados, com Lemon a receber uma pena suspensa de 9 meses. O editorial do Guardian, depois do veredicto, disse sobre o julgamento: "Não foram apresentadas provas, ou permitidas que fossem apresentadas, sobre os méritos do poema na literatura e na teologia", apesar do caso falar em blasfémia, ou sugerir que a intenção de Kirkup era "escandalizar" o que, dado aos trabalhos importante do poeta, o jornal achou que devia ser provado. O editorial do The Spectator a 15 de Julho comentou: "A acusação foi perversa, o veredicto foi desviado. Quando aos castigos, dado que era um caso de teste, foi excessivo" e "deixou a lei da obscenidade ainda mais estragada e confusa do que estava antes, e não serviu qualquer propósito, excepto para deleitar Mrs. Whitehouse". O Tribunal de Recurso e a House of Lords recusou recursos, contudo a sentença de Lemon foi cancelada.
Geoffrey Robertson, o advogado do caso para Gay News, descreveu Whitehouse em termos homofóbicos no The Times em 2008, dizendo: "O seu medo de homossexuais era visceral". Descreve as crenças que ela descreve no seu livro, Whatever Happened to Sex?, como "sem sentido", assim como a sua declaração que "a homossexualidade é causada por sexo anormal parental 'durante a gravidez e pouco depois'", dizendo que para ela "ser gay é como ter acne: 'literatura psiquiátrica prova que 60% dos homossexuais que vão para tratamento ficam completamente curados'".
Whitehouse espera usar as leis da blasfémia contra outros materiais para além do poema de Kirkup, e estava interessada em abrir um processo contra alegada blasfémia durante algum tempo. Ela esperava que fosse usado como base para condenações se um filme pornográfico sobre a vida de Jesus Cristo fosse feito em Inglaterra. O trabalho, contendo conteúdo homossexual e heterossexual, foi um projecto pelo realizador de filmes dinamarquês Jens Jørgen Thorsen. Por esta altura, Whitehouse, cuja organização tinha patrocinado uma tradução do argumento, ganhou mais apoio inesperado. NVALA organizou uma campanha publicitária, que resultou nas intenções de Thorsen ganhando condenação pública significativa em Setembro de 1976 por levar figuras públicas, incluindo a Rainha. Jensen foi forçado a abandonar os seus planos.

### The Romans in Britain
Em 1982, foi dado seguimento a um processo contra Michael Bogdanov, o director de uma produção do National Theatre, de Howard Brenton, chamada The Romans in Britain, uma peça que "desenhava uma paralelo directo entre a invasão românica da Inglaterra Céltica em 54 AC e a presença contemporânea britânica no Norte da Irlanda". O primeiro acto continha "uma cena breve" de violação anal (simulação). A Polícia visitou a produção três vezes e não encontrou base para uma acção legal. Na acusação, o conselho de Whitehouse justificou-se com a Secção 13 do Acto de Ofensas Sexuais de 1956, que descreve aplicável, a ofensa de "alcançar um acto de indecência". Como era um Acto geral, não existia defesa possível, apesar de ser permitido no Obscene Publications Act 1959.
Uma vez que Whitehouse não tinha visto a peça, a acusação chamou para depôr o seu solicitador, Graham Ross-Cornes, que disse que viu o pénis do actor. Contudo, uma examinação mais profunda revelou que ele tinha visto a peça a partir da fila de trás das cabines, a 27 metros do palco. Lord Hutchinson, conselheiro de Bogdanov, foi disponível para demonstrar a ilusão natural feita em palco. Isto foi atingido sugerindo que possivelmente tinha visto o dedo do actor a sair do seu punho, e não o seu pénis erecto. A defesa argumento que o Acto não se aplicava no teatro; o juiz Mr. Justice Staughton disse que se aplicava. Depois de três dias, a acção foi retirada depois da acusação ter dito a Whitehouse que não tinha possibilidades de continuar com o caso; a litigação terminou pelo advogado geral pondo à frente um apelo de nolle prosequi. Ambos os lados determinaram vitória; o lado de Whitehouse disse que o ponto legal importante tinha sido mostrado com a aplicação do Sexual Offences Act, enquanto que Bogdanov disse que era porque ela sabia que não ia dar em nada. Whitehouse teve de pagar £20,000 de custos, muitos dos quais pagos por um doador anónimo.
O caso foi tema de uma peça de rádio, The Third Soldier Holds His Thighs, de Mark Lawson, na BBC Radio 4 em 2005. A descrição de Whitehouse do julgamento está gravada em A Most Dangerous Woman (ISBN 0-85648-540-3); e ela escreveu que era da opinião que o ponto legal tinha sido estabelecido, e não tinha desejo de criminalizar Bogdanov, o director da peça.

### Governo de Margaret Thatcher
Pelos anos 80, Whitehouse encontrou uma poderosa aliada no governo conservador, particularmente em Margaret Thatcher, cuja base de suporte consistia em conservadores sociais e cristãos. Foi dito pelo jornalista conservador Bruce Anderson que a orientação de mercado do governo de Thatcher tinha preconceito por Whitehouse em privado.
Foi dito por comentadores, não necessariamente em concordância com ela, que os esforços de Whitehouse tiveram um papel na aprovação do Protection of Children Act 1978, o Indecent Displays (Control) Act 1981, com preocupações com lojas de sexo, e do Video Recording Act 1984, que baniu 'vídeos obscenos' ('video nasties'). Um termo criado por Whitehouse, ela editou títulos destes filmes para MP's na House of Commons no fim de 1983, que incluíam extractos de The Evid Dead (1981) considerado por ela como "o número um da imundice". Foi "uma forma muito eficaz de interceder junto do governo para introduzir formas de controlo apertadas na indústria do vídeo".
Por volta de 1986, os jornais do fim de Dezembro de 2014 indicam, que Whitehouse encontrou-se com Thatcher em pelo menos duas ocasiões para discutir a possibilidade de banir brinquedos sexuais usando uma potencial extensão da provisão "depravada e corrupta" no Obscene Publications Act 1959. O plano era abandonar porque o secretário de estado Leon Brittan pensou que o conceito dos gostos do público poderiam ser problemáticos para acções legais.

## Anos mais tardios e avaliação da sua influência
Whitehouse foi considerada CBE (Conqueror of the British Empire - Conquistadora do Império Britânico), em 1980. Em 1988, sofreu uma lesão na coluna devido a uma queda, que acalmou severamente as suas actividades da campanha. Whitehouse retirou-se como presidente da NVALA em 1994. Morreu, com 91 anos, num lar de idosos em Colchester, Essex, a 23 de Novembro de 2001.
A jornalista Mary Kenny acredita que "Mary Whitehouse foi uma figura significante. Algumas das suas batalhas foram justificadas, até mesmo proféticas. Hoje em dia os seus ataques a "pornografia infantil" seriam bastante apoiadas". O académico Richard Hoggart disse: "o seu principal foco era o sexo, seguido de má linguagem e violência. Estranho: se tivesse revertido a ordem, talvez tivesse sido mais eficaz".
Escrevendo no Dicionário da Biografia Nacional, a filosofa Mary Warnock opinou, "Mesmo que a sua campanha não tivesse resultado em 'limpar a televisão', tornando-a ainda menos apta a assistir de outras formas, ela tinha intenção séria, e foi uma influência de bem numa altura crucial no desenvolvimento tanto da BBC como da ITV. Ela não foi, como a BBC dizia publicamente, uma figura de gozo".
Os jornais de NVALA de 1970 a 1990 foram guardados na Biblioteca da Universidade de Essex.
A sua primeira campanha e os seus desentendimentos com a BBC sob Greene foram a base do drama emitido em 2008 chamado Filth: The Mary Whitehouse Story, escrito por Amanda Coe. Julie Walters faz de Whitehouse, Alun Armstrong de marido Ernest e Hugh Bonneville de Greene.
Os seus programas preferidos eram Dixon of Dock Green, Neighbours, e uma cobertura de snooker, apesar disso ela expressou gratidão em privado a Dennis Potter e à BBC por Where Adam Stood em 1976.

## Leitura posterior
- Ramsey Campbell (1987) "Turn Off: The Whitehouse Way" (an account of a public appearance by Mary Whitehouse) in Ramsey Campbell, Probably, PS Publishing, ISBN 1-902880-40-4
- Max Caulfield (1976) Mary Whitehouse, Mowbray, ISBN 0-264-66190-7
- Mary Whitehouse (1967) Cleaning-up TV: From Protest to Participation, Blandford, ISBN B0000CNC3I
- Mary Whitehouse (1971) Who Does She Think She is?, New English Library, ISBN 0-450-00993-9
- Mary Whitehouse (1977) Whatever Happened to Sex?, Wayland, ISBN 0-85340-460-7 (pbk: Hodder & Stoughton, ISBN 0-340-22906-3)
- Mary Whitehouse (1982) Most Dangerous Woman?, Lion Hudson, ISBN 0-85648-408-3
- Mary Whitehouse (1985) Mightier Than the Sword, Kingsway Publications, ISBN 0-86065-382-X
- Mary Whitehouse (1993) Quite Contrary: An Autobiography, Sidgwick & Jackson, ISBN 0-283-06202-9